# Hathimaranahalli, Krishnarajpet
Hathimaranahalli là một làng thuộc tehsil Krishnarajpet, huyện Mandya, bang Karnataka, Ấn Độ.